# Wounded Rhymes
Wounded Rhymes é o segundo álbum de estúdio da cantora Lykke Li, de origem Sueca, pela gravadora LL Recordings, sob licença exclusiva da Warner Music UK Limited.
O álbum foi produzido por Bjorn Yttling, do grupo Peter Bjorn and John, que ja tinha trabalhado com Lykke, na produção de Youth Novels
Foi lançado oficialmente, no dia 28, de Fevereiro de 2011, mas foi previamente liberado para stream, após ser concedido com exclusividade ao Hype Machine.

## Singles
"Get Some", foi o primeiro single do álbum, foi lançado antecipadamente,
sendo liberado para download gratuito, direto do site da cantora, tendo como b side a faixa "Paris Blue", que não foi incluída no álbum.
A música possuí uma letra muito forte.
Seu vídeo, tem um quê psicodélico, cheio de projeções espelhadas, e Lykke Li, dança e canta com um microfone.
"I Follow Rivers", segundo single do álbum, com lancamento em 31 Dezembro de 2010.
Seu clipe possui duas vesões, a primeira, que é uma animação, lançado antecedendo o álbum, e a segunda versão, dirigido por Tarik Saleh.

## Faixas
1. "Youth Knows No Pain" - 2:59
2. "I Follow Rivers" - 3:48
3. "Love Out of Ust" - 4:43
4. "Unrequited Love" - 3:11
5. "Get Some" - 3:22
6. "Rich Kids Blues" - 3:01
7. "Sadness Is a Blessing" - 4:00
8. "I Know Places" - 6:06
9. "Jerome" - 4:22
10. "Silent My Song" - 5:24
11. "Made You Move" (Faixa Bônus no iTunes) - 2:46
12. "The Only" (Faixa Bônus na Edição Limitada para Colecionadores) - 3:51

"Get Some" foi o single de estréia do álbum, seguido de "I Follow Rivers".

## Paradas musicais

### Gráficos de fim de semana
| Gráfico(2011)                   | Pico posição |
| ------------------------------- | ------------ |
| Australian Albums Chart         | 30           |
| Austrian Albums Chart           | 53           |
| Belgian Albums Chart (Flanders) | 53           |
| Belgian Albums Chart (Wallonia) | 94           |
| Canadian Albums Chart           | 19           |
| Danish Albums Chart             | 12           |
| Dutch Albums Chart              | 47           |
| Finnish Albums Chart            | 18           |
| French Albums Chart             | 73           |
| German Albums Chart             | 44           |
| Irish Albums Chart              | 16           |
| New Zealand Albums Chart        | 26           |
| Norwegian Albums Chart          | 3            |
| Swedish Albums Chart            | 2            |
| Swiss Albums Chart              | 38           |
| UK Albums Chart                 | 37           |
| US Billboard 200                | 36           |
| US Alternative Albums           | 7            |
| US Rock Albums                  | 10           |

### Fim de ano
| Gráfico(2011)        | Posição |
| -------------------- | ------- |
| Danish Albums Chart  | 94      |
| Swedish Albums Chart | 32      |

## Histórico de lançamento
| Região         | Data                    | Gravadora        | Edição   |
| -------------- | ----------------------- | ---------------- | -------- |
| Holanda        | 24 de Fevereiro de 2011 | Warner Music     | Standard |
| Austrália      | 25 de Fevereiro de 2011 | Warner Music     | Standard |
| Irlanda        | 25 de Fevereiro de 2011 | Atlantic Records | Standard |
| Reino Unido    | 28 de Fevereiro de 2011 | Atlantic Records | Standard |
| Dinamarca      | 28 de Fevereiro de 2011 | LL Recordings    | Standard |
| França         | 28 de Fevereiro de 2011 | Warner Music     | Standard |
| Canadá         | 1 de Março de 2011      | Warner Music     | Standard |
| Estados Unidos | 1 de Março de 2011      | Atlantic Records | Standard |
| Suécia         | 2 de Março de 2011      | LL Recordings    | Standard |
| Alemanha       | 4 de Março de 2011      | Warner Music     | Standard |
| Italia         | 8 de Março de 2011      | Warner Music     | Standard |
| Japan          | 22 de Junho de 2011     | Warner Music     | Standard |
| Holanda        | 2 de Março de 2012      | Warner Music     | Special  |
| França         | 9 April 2012            | Warner Music     | Special  |
| Alemanha       | 6 de Julho de 2012      | Warner Music     | Special  |
| Italia         | 14 de Fevereiro de 2013 | Warner Music     | Special  |